# Rhacophorus calcaneus
Rhacophorus calcaneus és una espècie de granota que es troba a Laos, Vietnam i, possiblement també, a Cambodja.
Està amenaçada d'extinció per la pèrdua del seu hàbitat natural.